# Angelo Badalamenti
Pour l’article homonyme, voir Badalamenti.
Angelo Badalamenti, né le 22 mars 1937 à Brooklyn (New York) et mort le 11 décembre 2022 à Lincoln Park (New Jersey), est un compositeur et arrangeur musical américain.

## Biographie

### Jeunesse
Angelo Badalamenti naît à Brooklyn, New York, dans une famille italienne. Son père, d'ascendance sicilienne, est propriétaire d'un marché de poissons. Il commence à prendre des leçons de piano à l'âge de huit ans. Pendant son adolescence, son aptitude au piano lui permet de travailler l'été comme accompagnateur de chanteurs dans les stations balnéaires des Montagnes Catskill. Il obtient un baccalauréat en arts de la Eastman School of Music et ensuite des diplômes de maîtrise en composition, cor et piano de la Manhattan School of Music en 1960. Il compose et effectue des arrangements pour Nina Simone, Shirley Bassey et pour le chanteur de country Mel Tillis (en).

### Carrière
Angelo Badalamenti est connu pour sa longue collaboration avec le réalisateur américain David Lynch, dont il signe la musique à de nombreuses reprises, notamment pour Lost Highway et Mulholland Drive (il y fait d'ailleurs quelques apparitions : il est Luigi Castigliane dans Mulholland Drive et le pianiste dans Blue Velvet), ainsi que pour la série télévisée Twin Peaks. Il compose la musique d'une publicité réalisée par Lynch en 1994 pour Barilla, avec Gérard Depardieu.
Il a travaillé avec Marc Caro et Jean-Pierre Jeunet (La Cité des enfants perdus, Un long dimanche de fiançailles).
Il a signé parfois ses premières participations cinématographiques du nom d'Andy Badale.
Il a produit des chansons pour des interprètes comme Liza Minnelli (album Results, 1989). Outre les chansons écrites pour Julee Cruise dans la série Twin Peaks et le film Twin Peaks: Fire Walk with Me, il produit deux albums pour elle, Floating Into The Night (1989) et The Voice Of Love (1993). Il a composé toute la musique de A Secret Life de Marianne Faithfull (1995). Il est aussi le compositeur de la musique originale du jeu vidéo Fahrenheit d'Atari.
En 1992, il compose la musique de la cérémonie d'ouverture des Jeux olympiques de Barcelone.
En 2008, il supervise la musique du film The Edge of Love et collabore avec Siouxsie Sioux et Suggs. La même année, il reçoit un « Lifetime Achievement Award », autrement dit un prix pour l'ensemble de son œuvre, aux World Soundtrack Awards à Gand. Il y donne un concert avec le Brussels Philharmonic Orchestra dirigé par Dirk Brossé avec comme invitées Siouxsie Sioux et Beth Rowley : le concert, qui couvre sa carrière avec une sélection de morceaux clef, est diffusé sur la télévision belge.

### Mort
Angelo Badalamenti meurt le 11 décembre 2022 à Lincoln Park, dans le New Jersey, à l'âge de 85 ans. Son corps est incinéré, puis ses cendres sont dispersées.

## Filmographie

### Cinéma

#### Longs métrages
- 1973 : Gordon's War de Ossie Davis (sous le pseudonyme d'Andy Badale)
- 1974 : La Loi et la Pagaille (Law and Disorder) d'Ivan Passer (pseudonyme : Andy Badale)
- 1986 : Blue Velvet de David Lynch
- 1987 : Les Griffes du cauchemar (A Nightmare On Elm Street 3: Dream Warriors) de Chuck Russell
- 1987 : Les vrais durs ne dansent pas (Tough Guys Don't Dance) de Norman Mailer
- 1987 : Weeds de John D. Hancock
- 1989 : Cousins de Joel Schumacher
- 1989 : Bandini (Wait Until Spring, Bandini) de Dominique Deruddere
- 1989 : Le sapin a les boules (National Lampoon's Christmas Vacatio) de Jeremiah S. Chechik
- 1990 : Sailor et Lula (Wild at Heart) de David Lynch
- 1990 : Étrange Séduction (The Comfort of Strangers) de Paul Schrader
- 1992 : Twin Peaks: Fire Walk with Me de David Lynch
- 1993 : Naked in New York de Daniel Algrant
- 1995 : La Cité des enfants perdus de Marc Caro et Jean-Pierre Jeunet
- 1996 : Piège intime d'Anthony Hickox
- 1997 : Lost Highway de David Lynch
- 1997 : The Blood Oranges de Philip Haas
- 1999 : Arlington Road de Mark Pellington
- 1999 : Une histoire vraie (The Straight Story) de David Lynch
- 1999 : Holy Smoke de Jane Campion
- 1999 : Les Amants éternels (Forever Mine) de Paul Schrader
- 1999 : Story of a Bad Boy de Tom Donaghy
- 2000 : La Plage (The Beach) de Danny Boyle
- 2000 : A Piece of Eden de John D. Hancock
- 2001 : Julie Johnson de Bob Gosse
- 2001 : Mulholland Drive de David Lynch
- 2001 : Cet amour-là de Josée Dayan
- 2001 : Mayhem (Suspended Animation) de John D. Hancock
- 2002 : La Secrétaire (Secretary) de Steven Shainberg
- 2002 : L'Adversaire de Nicole Garcia
- 2002 : Auto Focus de Paul Schrader
- 2002 : Cabin Fever d'Eli Roth (cocompositeur avec Nathan Barr)
- 2002 : Rabbits de David Lynch
- 2003 : Résistance (Resistance) de Todd Komarnicki
- 2004 : Evilenko de David Grieco
- 2004 : Napola - Elite für den Führer de Dennis Gansel
- 2004 : Un long dimanche de fiançailles de Jean-Pierre Jeunet
- 2005 : Dominion: Prequel to the Exorcist de Paul Schrader
- 2005 : Dark Water de Walter Salles
- 2006 : The Wicker Man de Neil LaBute
- 2008 : The Edge of Love de John Maybury
- 2009 : 44 Inch Chest de Malcolm Venville
- 2010 : A Woman de Giada Colagrande
- 2011 : Un baiser papillon de Karine Silla
- 2012 : Le Quatuor (A Late Quartet) de Yaron Zilberman
- 2012 : Moja wola de Bartosz M. Kowalski
- 2013 : Stalingrad de Fiodor Bondartchouk
- 2014 : Twin Peaks: The Missing Pieces de David Lynch
- 2015 : Guldkysten de Daniel Dencik
- 2016 : The Wait de Tiziana Bosco

#### Courts métrages
- 2002 : Darkened Room de David Lynch
- 2003 : Deux hommes et un coffre-fort (Indoor Fireworks) de Rudolf Buitendach
- 2004 : Push de Tricia Nolan
- 2008 : Looking Over: The Edge of Love
- 2011 : Time Doesn't Stand Still
- 2011 : Maslakhe Rooh
- 2012 : God's Got His Head in the Clouds

### Télévision

#### Séries télévisées
- 1977 : NBC Special Treat (1 épisode)
- 1990-1991 : Mystères à Twin Peaks (Twin Peaks) de David Lynch (30 épisodes)
- 1992 : On the Air de Jack Fisk, Mark Frost, Lesli Linka Glatter, David Lynch et Jonathan Sanger (2 épisodes)
- 1993 : Hotel Room de David Lynch et James Signorelli (3 épisodes)
- 1994-2011 : Actors Studio (série TV) (20 épisodes)
- 1996 : Profiler (2 épisodes)
- 1997 : Cracker de Stephen Cragg, Michael Fields, Tucker Gates et Whitney Ransic
- 1997 : Le Dernier Parrain (The Last Don) de Graeme Clifford
- 2003 : Les Liaisons dangereuses de Josée Dayan (3 épisodes)
- 2017 : Twin Peaks (18 épisodes)

#### Téléfilms
- 1990 : Industrial Symphony No. 1: The Dream of the Broken Hearted de David Lynch
- 1994 : Chasseur de sorcières (Witch Hunt) de Paul Schrader
- 1996 : Love Is Strange de Mary Lambert
- 1999 : Mulholland Dr. de David Lynch
- 2001 : Valomanden de Vibeke Heide Jørgensen
- 2002 : Lathe of Heaven de Philip Haas
- 2002 : Mysteries of Love de Jeffrey Schwarz (vidéo)
- 2004 : Cabin Fever: Beneath the Skin de Gabriel Roth (vidéo)

#### Documentaires
- 2003 : Murder in Scottsdale
- 2004 : Specific Spontaneity: Focus on Lynch
- 2004 : Love, Death, Elvis & Oz: The Making of 'Wild at Heart'
- 2004 : Making-of : Un long dimanche de fiançailles de Julien Lecat
- 2005 : Une année au front
- 2007 : Le Son de David Lynch de Elio Lucantonio et Michaël Souhaité
- 2007 : Return to Twin Peaks
- 2007 : Secrets from Another Place: Creating Twin Peaks

## Jeux vidéo
Il a composé également certaines musiques du jeu Fahrenheit/Indigo Prophecy de Quantic Dream.

## Distinctions

### Récompenses
- 1993 : Saturn Award (Twin Peaks: Fire Walk with Me) Best Music
- 1993 : Independent Spirit Awards (Twin Peaks: Fire Walk with Me)
- 2002 : Online Film Critics Society Awards (Mulholland Drive)
- 2005 : World Soundtrack Awards (Un long dimanche de fiançailles)
- 2008 : Lifetime Achievement Award aux World Soundtrack Awards[1]
- 2011 : Henry Mancini Award par l'ASCAP[1]

### Sélections
- 1990 : Emmy Awards (Twin Peaks) avec David Lynch
- 1991 : Grammy Awards (Twin Peaks)
- 1996 : César du cinéma (La Cité des enfants perdus)
- 2000 : Las Vegas Film Critics Society Awards (The Straight Story)
- 2000 : Online Film Critics Society Awards (The Straight Story)
- 2000 : Golden Globes (The Straight Story)
- 2002 : Golden Globes (Mulholland Drive)
- 2002 : Chicago Film Critics Association Awards (Mulholland Drive)
- 2002 : BAFTA Awards (Mulholland Drive)
- 2002 : Saturn Award (Mulholland Drive)
- 2002 : AFI Awards (Mulholland Drive)
- 2005 : César du cinéma (Un long dimanche de fiançailles)